# Ella Gmeiner
Pour les articles homonymes, voir Gmeiner.
Ella Gmeiner (épouse Klein), née Gabriele Luise Gmeiner à Kronstadt en Transylvanie hongroise (Empire austro-hongrois) le 12 novembre 1874 et morte à Stuttgart (Allemagne de l'Ouest) le 24 décembre 1954, est une cantatrice mezzo-soprano allemande. 

## Biographie
Elle est la sœur aînée de Lula Mysz-Gmeiner, chanteuse de lieder et pédagogue reconnue, du baryton-basse Rudolf Gmeiner, de Julius Gmenier, violoncelliste, et de Luise Gmeiner, pianiste. Elle étudie le chant à Berlin auprès d'Etelka Gerster. Elle fait ses débuts en 1904 au Konzerthaus de Berlin. Ensuite, elle engagée au théâtre de la Cour de Weimar, puis à l'opéra de la Cour de Munich; elle est également invitée à Wiesbaden, Stuttgart, Cologne, Amsterdam, au Covent Garden de Londres et à Bucarest.
À partir de 1922, elle quitte la scène de l'opéra pour se dédier entièrement aux concerts, à l'interprétation de Lieder, ainsi qu'à l'enseignement.